# Abur

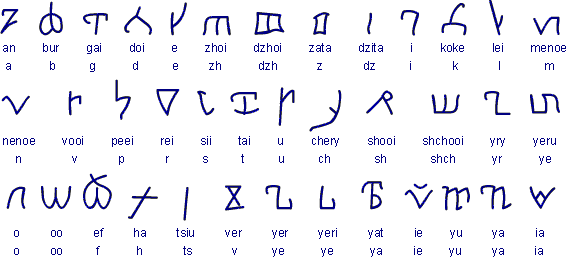
Abur

Abur či anbur – písmo, které se objevilo v komijštině ve druhé půlce 14. století. Bylo sestaveno Štěpánem Hrapem neboli svatým Štěpánem Permským, který se stal prvním biskupem Komijců / Permjanů (v letech 1385–1395).
Štěpán dle legendy Jepifanije Moudrého sestavil staropermskou abecedu na základě řecké alfabety a slovanské cyrilice, resp. takto upravil starší, nedochované komijské písmo, k čemuž ještě převzal některé znaky „tamga“, které se používalo v domorodé náboženské praxi Komijců a Chantů. Štěpán tedy nové písmo provázal s tradičními grafémy, které měly velký vliv na sebeidentifikaci Komijců v křesťanské tradici. Předlohou pro tvorbu abecedy mu bylo dobové nižněvygorodské nářečí, které se od dnešních dialektů značně liší. Kromě toho Štěpán údajně přeložil do střední komijštiny část církevních knih, čímž položil základy psané komijštiny.
Starokomijské písmo bylo rozšířené mezi Komi-Zyrjany i Komi-Permjany. V pozdějších dobách však bylo Štěpánovými nástupci zapomenuto, protože ti už komijsky neuměli. Starobylé, graficky svérázné komijské písmo bylo v 17. století vytěsněno cyrilicí a moderní komi-zyrjanština nahradila starou spisovnou komijštinu, která už byla v té době pro běžné čtenáře nesrozumitelná.

## Fonetika a užívání písmen

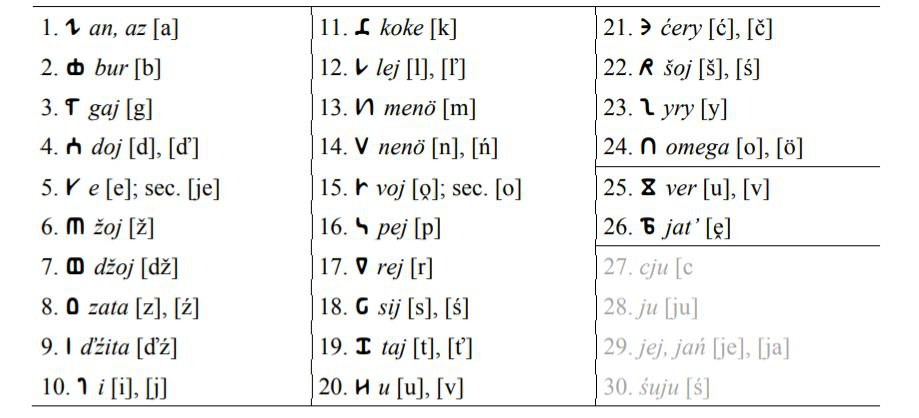
Verze aburu

Nejstarší verze aburu měla 24 grafémů, pozdější verze 30. Názvy písmen se však objevují až na začátku 16. století, nikoli v době jejich vzniku.
Stará komijština měla 35 fonémů, kterým odpovídalo 26 obyčejných a 8 diakritických grafémů. Foném ö byl pravopisně nevyjádřený, znělá palatální afrikáta ďź se psala stejně jako písmeno ďźita I. Předpokládá se, že ostatních 7 palatál ť, ď, ľ, ń, ź, ś a ć se vyjadřovalo diakritikou nad nepalatálními písmeny.
Texty v aburu se psaly zprava doleva. Následují slovanskou církevní tradici abreviace, nahrazení diakritiky a vazu jako v Nomokánonické marginálii. Numeralia jsou postavená na řecké tradici a užívána přes cyrilské litery a šifry od 10. století do Petra I. Číslovky se nejspíš zapisovaly písmeny aburu podle svého pořadí: prvních devět písmen odpovídalo prvním devíti číslům (jednotkám), násobky desítky se vyznačovaly dalšími devíti písmeny, násobky stovky zbylými devíti písmeny. Kodex z let 1511–1512 obsahuje takový zápis čísel stránek. Například číslovka 21 je zapsaná písmeny „koke“ (11. písmeno abecedy) a „an“ (1. písmeno abecedy).

## Existující kopie aburu
Nedochovala se žádná rukopisná památka z doby Štěpána Permského. Existuje 9 kopií a kopií kopií a v různých zdrojích tvoří samostatný filologický obor. Nejstarší kopií je Nomokanonský spis z roku 1510. Dalšími kopiemi jsou Motochovský spis, Synodní spis, Usťsysoľský souhrnný spis, Usťsysoľsko-Karamzinův spis, Millerův-Karamzinův spis, Jarenský spis, Undolský spis, Usťsysoľsko-Kalajdovičův spis.
Zájem o abur a jeho symboly znovu vzrostl v 15. století, kdy byl populární moskevskými písaři jako kryptografické písmo.

## Spekulace o původu nalezených spisu
Idea autochtonní znakové tradice, která se stala základem (přinejmenším dodatečně) pro písmo abur, se vrací k prvnímu editorovi dokumentu staré komijštiny. Tím byl Petr Šestakov, který se v roce 1868 zabýval otázkou, zda Štěpán použil nějaké pasy pro svoji abecedu.

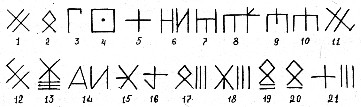
Tamga/Pasjas

Vasilij Lytkyn, vědec zabývající se texty ve staré komijštině, následoval Šestakovovu tradici. I podle něj není pochybnosti o vztahu mezi aburem a řeckou rukopisnou minuskulí užívanou mezi 14. a 17. stoletím, ale pasové znaky sloužily více jako stylisticko-grafický model, jako základ snadno použitelné abecedy pro Permjany.
Robin Backer uvedl: „Opravdu většině grafémů stály jako vzor řecké a cyrilské znaky, byly napsané způsobem, který jim dodal hranatý vzhled, charakteristický pro komijské pasjas. Štěpánův zájem je neškodným podvodem, to souviselo s jeho misijní činností v Permi Vyčegorodské, a taky apelování k uznání pasjasu jako něco skutečně komijské.“
Tento názor dále rozvíjí V. V. Ponaryadov z grafologické perspektivy, podle něj se znaky aburu „v duchu tradice“ podobají fénickým, řeckým a latinským písmenům, méně pak pozdějším arménským nebo gruzínským písmům, založeným na staroperských systémech, jež jsou komplexnější a obsahují více prvků.
Nicméně v roce 1960 G. J. Stipa poukázal na víceméně nápadné podobnosti mezi aburem a Mesropovými abecedami - obzvláště u názvů jednotlivých písmen:
- pej ~ ve staré arménštině pē;
- rej ~ gruzínštině rē;
- menö ~ ve staré arménštině mēn.

Navíc se v nomokanonské abecedě vokalizují písmena jako ca (ba, ga, da apod.), což je podobné perské, nikoli řecké a církevně slovanské tradici. Také samotné komijské slovo небöг ‘kniha’ je přejímkou z perského nipēk (a přes komijštinu dále rozšířené do obsko-ugrických jazyků).
Přestože abur nabízí prostor pro všechny možné spekulace, Štěpánovo autorství nikdy nebylo plně zpochybněno. Pozdně středověký abur je nejspíše Štěpánem na základě alfabety a cyrilského písma upravené původní komijské písmo, převzaté dříve z perských zdrojů.

## Současnost
Za Lytkinovu zásluhu je možné považovat sestavení stručné gramatiky a slovníku staropermského jazyka, vytvořených na základě detailní analýzy a výzkumu památek staropermské slovesnosti.
Poprvé byla staropermská abeceda podle nedochovaného rukopisu vytištěna Karamzinem v roce 1817. Tento spis znovu vydal P. I. Saivatov v roce 1850 a doplnil jej dvěma dalšími. Jeden pocházel z rukopisného oddělení Synodní knihovny, druhý z rukopisného Nomokánonu z roku 1510. Spis Nomokánonu dvakrát publikoval Šostakov v roce 1868 a 1871. V roce 1858 Savantov přetiskl ještě jeden spis užívající staropermskou abecedu. Uvedl, že jde o týž dokument, o němž archeolog Kalajdovič informoval volgorodského arcibiskupa Eugenia, zajímajícího o zyrjanské rarity.
Lytkin v práci „Zyrjanský kraj a zyrjanský jazyk“ otiskl všechny čtyři spisy staropermské abecedy, které se obvykle nazývají Nomokánonický (Nom.), Synodní (Sin.), Kalajdovičův (Kal.) a Millerův-Karamzinův (MKaz.).
V roce 1930 bylo nalezeno ještě několik dalších památek používajících abecedu sestavenou sv. Štěpánem. V rukopisném oddělení Statní publikační Saltykovy-Ščedrinovy knihovny v Petrohradě, se nachází starobylý přípisek ¼ listů, na které je dvakrát použit abur. Styl písmen je stejný jako v Kalajdovichském rukopise, ale nicméně on není originálem tohoto spisu, opublikovaného Savaitovem. Rozdíly:
1. Přenos od jednoho řádku ke druhému je jiný;
2. U Kalajdoviče je ve  druhém spisu vypuštěn celý řádek a v textu je umístěn jenom začátek a konec abecedy, navíc vzhůru nohama.

Speransky památku datuje do 16. století. Kromě této památky bylo ve zmíněné knihovně nalezeno dalších šest listů, na kterých se nachází písmena ze spisu staropermské abecedy. Na čtvrtém listů dva zápisy, na patem – tři. Ze vzhledu památek se dá vyvodit, že byly do Petrohradu přivezené v první polovině 19. století z Usťvymi, Jarenska a Usťsysolska – měst, v nichž jako misionář působil Štěpán. Spisy působi jako kopie určené k archivaci v hlavním městě.
Jarenská abeceda – napsaná na ¼ listů bílého papíru. Obsahuje abur s ne vždy odpovídajícími cyrilskými písmeny a písmeny snad souvisejícími s latinkou.
Motochovský spis – napsaný na ¼ listů světlo-modrého papíru. Obsahuje výčet písmen s jejich názvy zapsanými v azbuce. Abeceda měla široké rozšíření v 18.–19. století. Sidorov je nazývá pseudopermskou abecedou a datuje její vznik do 18. století. Texty [nebo samotný výčet/seznam pseudopermským písmen byl?] v tomto pseudopermském písmu byly produktem „čistě kancelářské kreativity“. V důsledků nesrozumitelnosti písmen nebyla tato abeceda používána.
V Usťsysoľsko-Karamzinově spise jsou nad jednotlivými písmeny uvedené jejích názvy, pod nimi jejich zvukové hodnoty. V této abecedě náčrty všech písmen odpovídají náčrtům z Millerovy-Karamzinovy abecedy, pouze s výjimkou t a č. Rozdíl je možné vysvětlit tím, že abeceda byla převzata nikoli z Karamzinových spisů, ale přímo z originálu. V tom by byla památka spis výjimečná.
Usťsysoľsko-Synodní spis byl napsán podíl ½ listů šedého (nebo vybledlého světlemodrého) papíru. Náčrty připomínají Synodní spis, ale nejsou jeho přesnou kopií. Pod některými písmeny Usťsysoľsko-Synodního spisu stojí jejich názvy, které jsou ale ve většině případů chybné.
Usťsysolský souhrnný spis napsán na listu 20–40 cm. Nahoře umístěna abeceda bez názvů jednotlivých písmen a dalších poznámek. V dolní části listů je řádka staropermských písmen, nad kterými jsou čísla. Písmena jsou napsaná na ikoně „Sestoupení Ducha Svatého“, číslice značí opakovanost písmen v tomto textu. Některá písmena jsou doplněna i jejich dalšími grafickými variantami. Na konci strany jsou uvedené varianty grafémů převzaté z jiných usťsysoľskych spisů. Originalita podoby některých základních písmen je možná dána tím, že zápis je původní, přepsaný snad z neznámého originálu. Seznam liter byl proveden v 19. století nebo dřívější době.
Dochovaly se tyto památky používající abur:
- Nomokánonický (Nom.);
- Millerův-Karamzinův (MKar.);
- Synodální (Sin.);
- Kalajdovičův (Kal.);
- Veřejné knihovny (VK.);
- Motochovský (Mot.);
- Usťsysoľsko-Karamzinův (UKar-);
- Usťsysoľsko-Synodální (USin.);
- Usťsysoľsko-Kalajdovičův (UKal.);
- Usťsysoľský souhrnný (US.);
- Minejský (Min.);
- Spis Undoľského (SUnd.).

Podle podoby písmen v památkách se dělí do čtyř skupin:
1. Nom.;
2. MKar. a UKar.;
3. Kal., VK., USin., US.;
4. Jar. [10]